# Monstera barrieri
Monstera barrieri Croat – gatunek wieloletnich, wiecznie zielonych pnączy z rodziny obrazkowatych, pochodzący z Gujany Francuskiej, zasiedlający lasy deszczowe strefy równikowej.